# 촉진 확산

이온 통로와 운반체 단백질을 통해 매개되는 세포막의 촉진 확산

촉진 확산(促進擴散, 영어: facilitated diffusion)은 특정 내재성 막관통 단백질을 통해 생체막을 가로질러 분자 또는 이온의 자발적인 수동 수송(능동 수송의 반대 개념)을 하는 과정이다. 촉진 확산은 물질의 운반 과정에서 ATP의 가수분해에 의한 화학 에너지를 필요로 하지 않는다. 촉진 확산은 양쪽의 농도가 같아질 때까지 농도가 높은 쪽에서 낮은 쪽으로 물질이 이동하는 방식이다.

## 같이 보기
- 확산
- 능동 수송